# Sexto Marcio Honorato
Sexto Marcio Honorato (en latín, Sextus Marcius Honoratus) fue un senador romano que desarrolló su carrera política a finales del siglo I y comienzos del siglo II bajo los imperios de Domiciano, Nerva y Trajano.

## Orígenes familiares y carrera política
De familia originaria de la provincia África, su único cargo conocido fue el de consul suffectus entre octubre y diciembre de 110, bajo Trajano.